# ミズノ興業
ミズノ興業有限会社（ミズノこうぎょう）は、千葉県千葉市中央区に本社を置くバス事業者である。

## 受託運行路線
ハーバーシティ蘇我無料巡回バス
- 蘇我駅西口 - GLOBO前 - ホームズ前 - アリオ前 - 花の駅そが・ティップネス前 - フェスティバルウォーク前

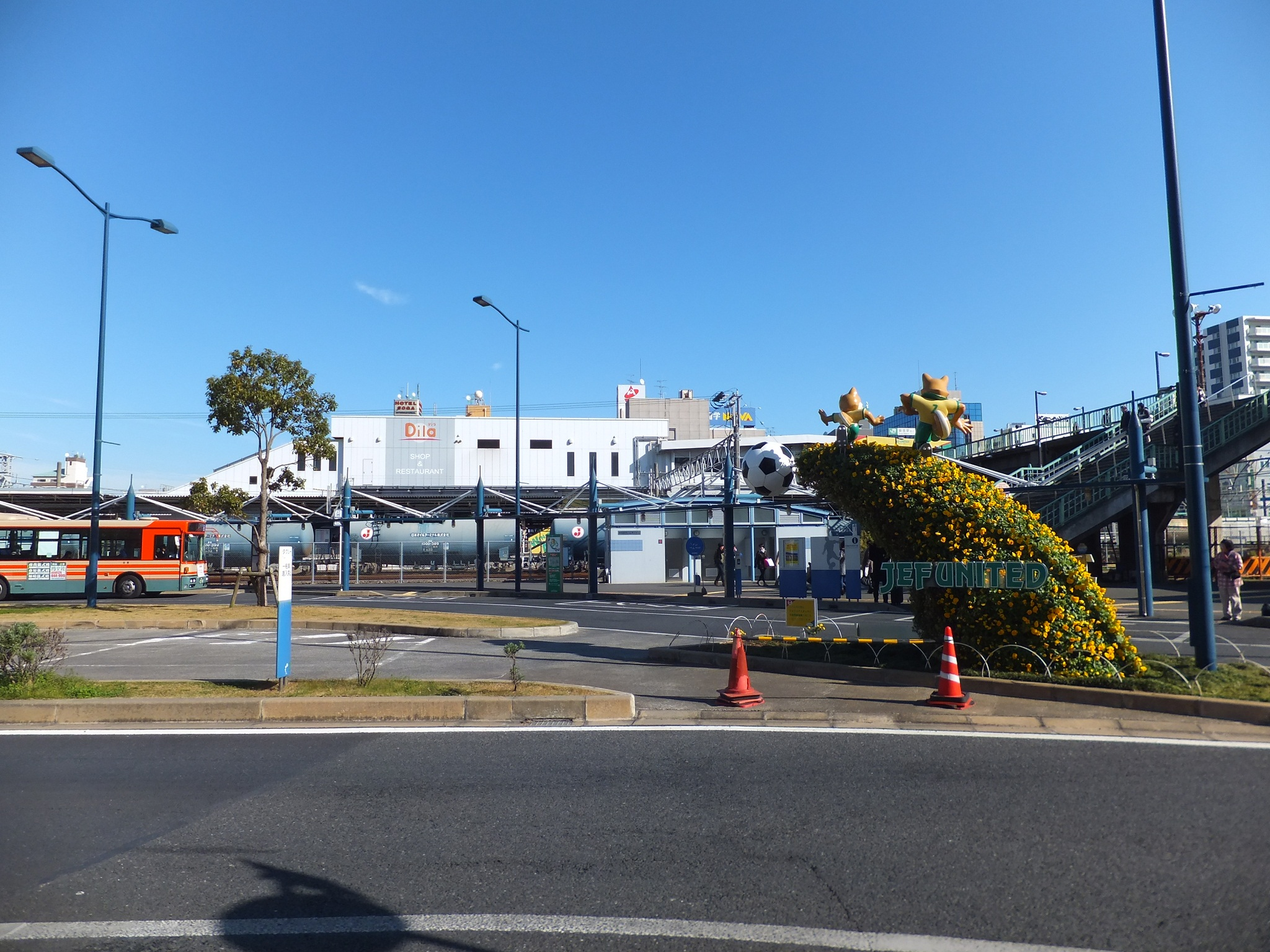
蘇我駅西口
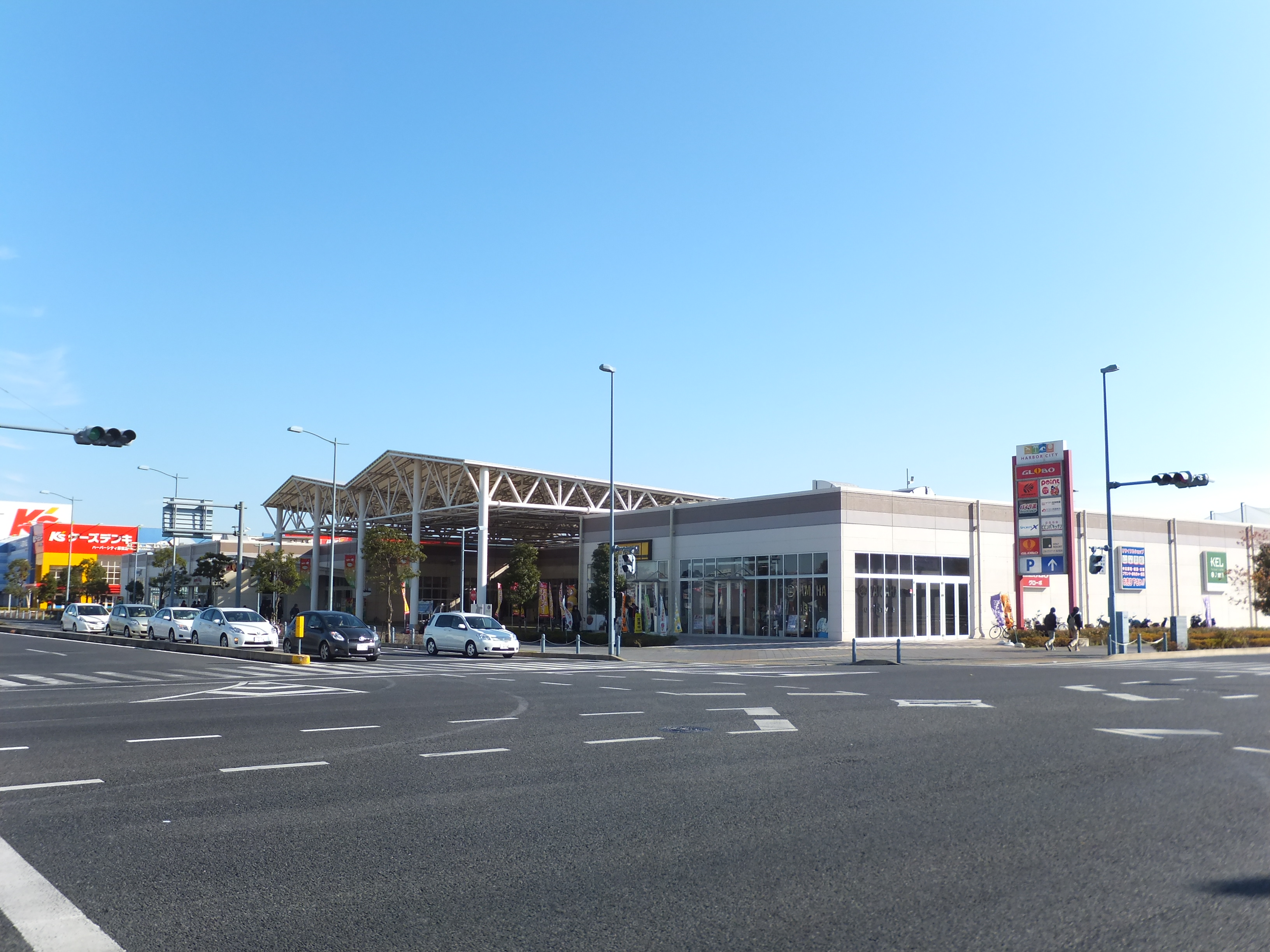
GLOBO
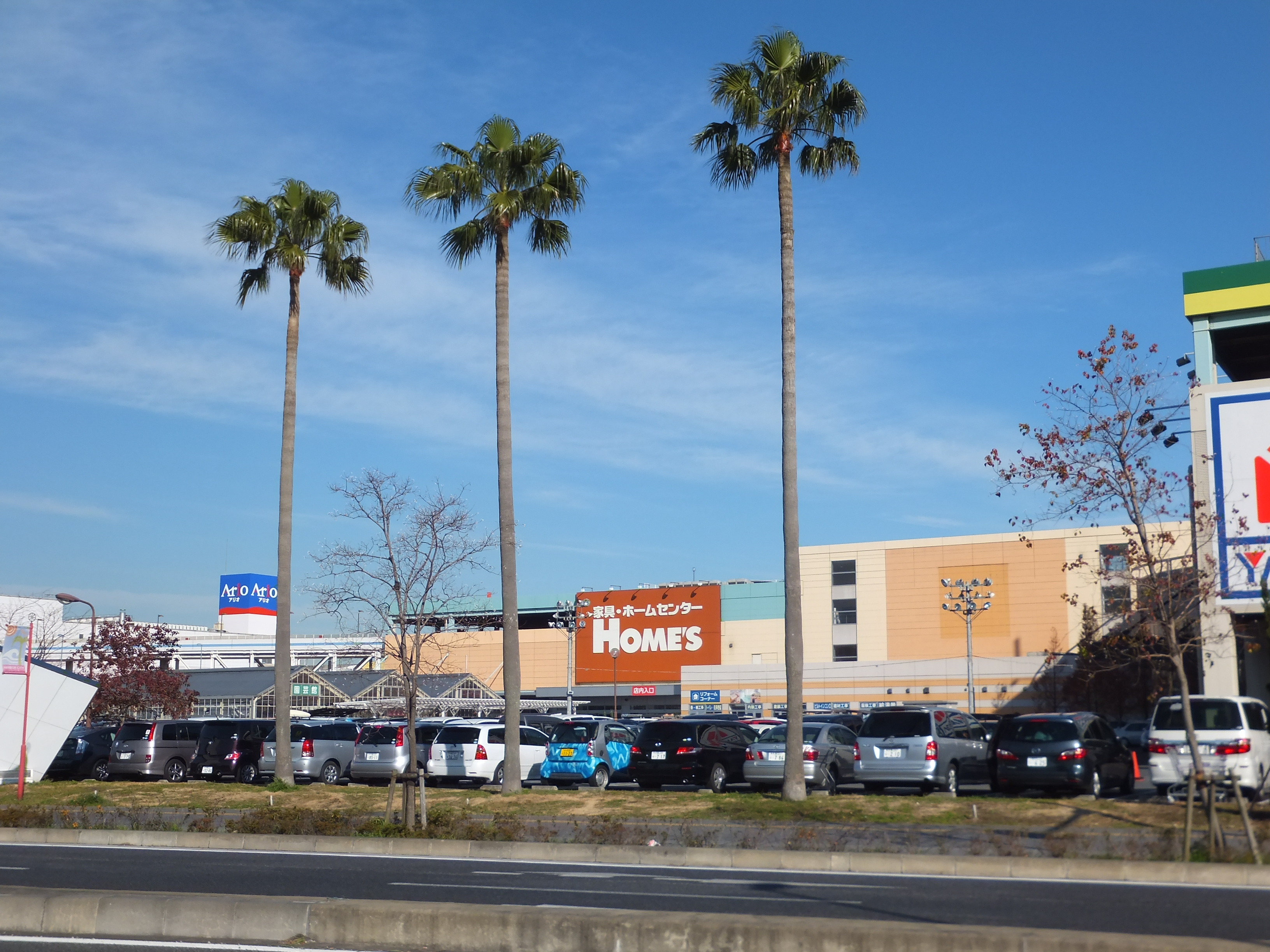
ホームズ蘇我店
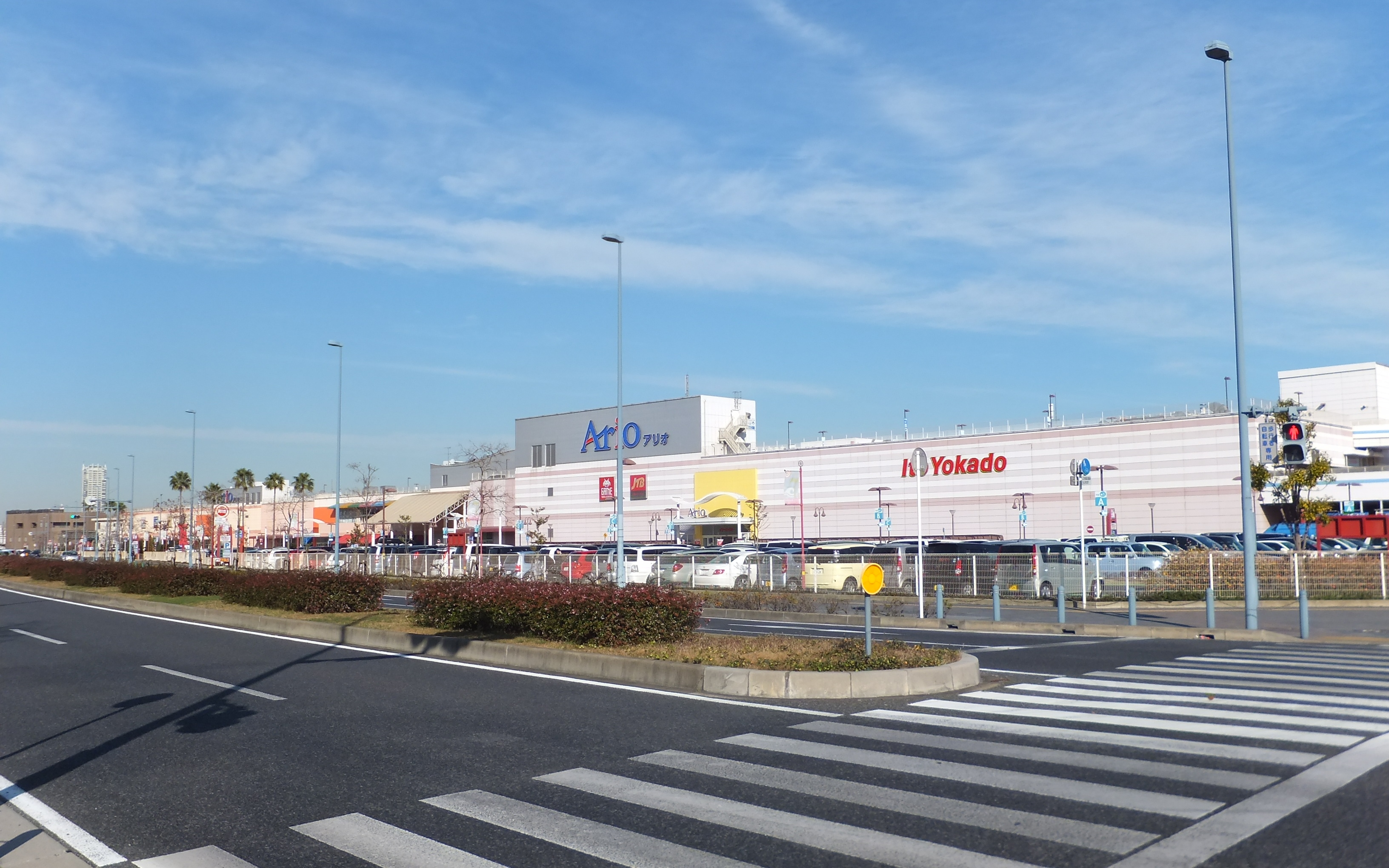
アリオ蘇我
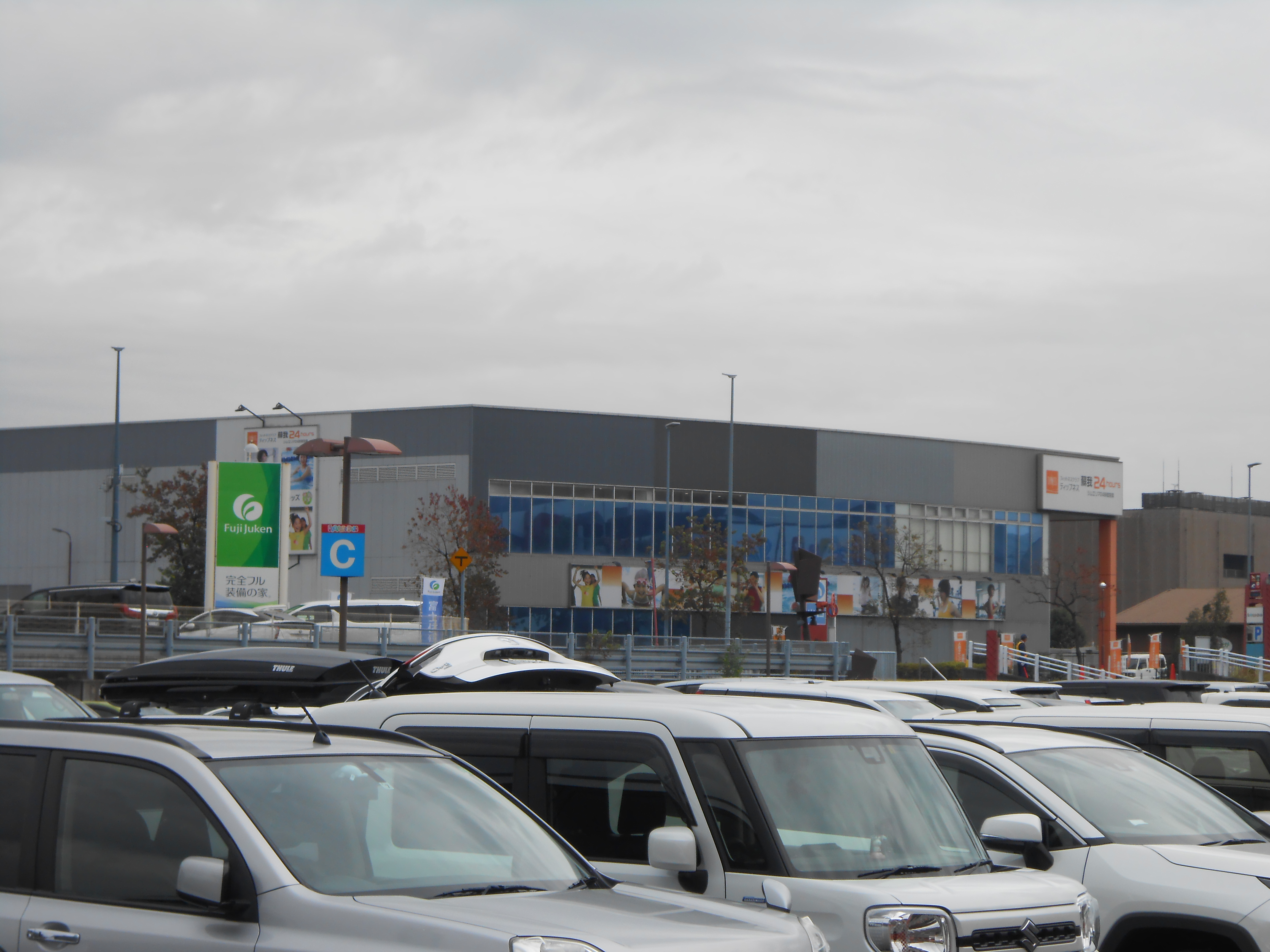
ティップネス蘇我店
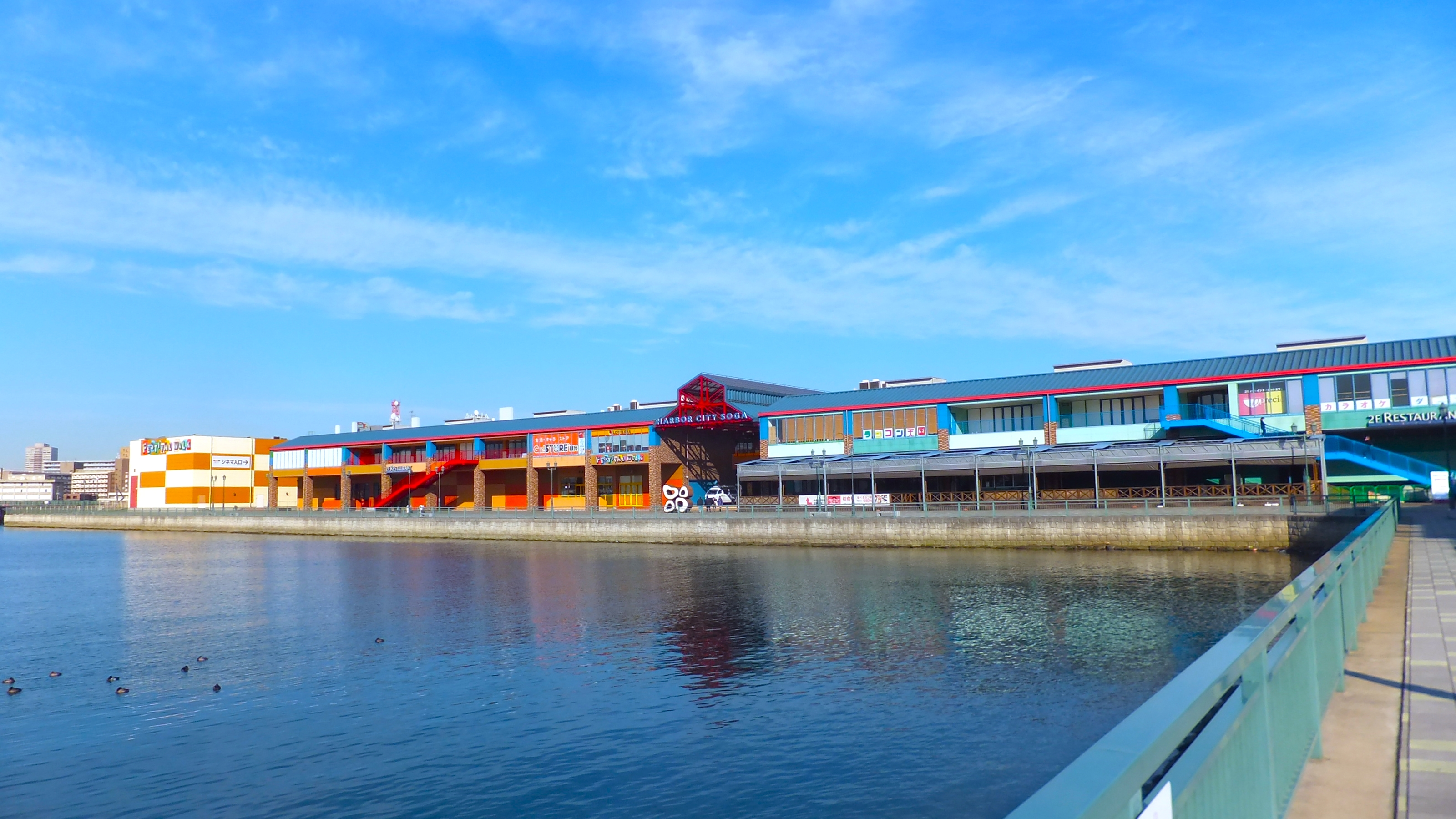
フェスティバルウォーク蘇我

## 事業内容
- 一般貸切旅客運送
  - 千葉ジェッツふなばし（Bリーグ）の選手送迎バスも運行する。

## 車両

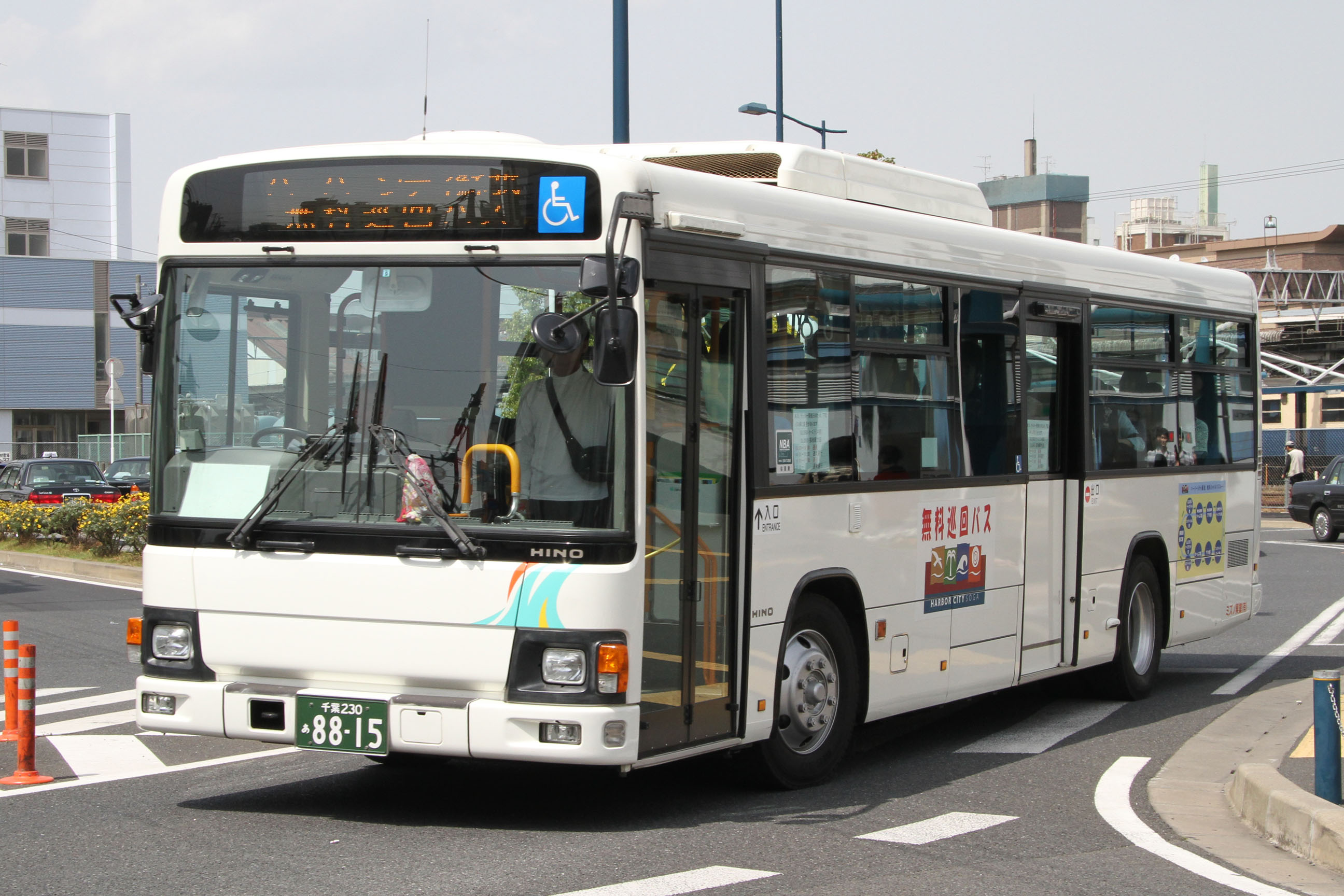
ミズノ興業の車両（日野・ブルーリボンII）

ハーバーシティ蘇我無料巡回バス用の車両のみ明記する。2005年（平成17年）のオープン当時から中型車のみで運用されていたが、2008年（平成20年）に大型車が導入された。
- いすゞ
  - ○PKG-LV234N2（ジェイ・バス）

- 日野
  - ○PA-KR234J1（ジェイ・バス）
  - ○PKG-KV234N2（ジェイ・バス）

- 三菱ふそう
  - △KL-MP37JM（三菱ふそうバス製造）
- 日産ディーゼル
  - ⚪︎PDG-JP820NAN（西日本車体工業）

○＝ワンステップ車　△＝ツーステップ車